# Zdeněk Tvrz
Zdeněk Tvrz (* 4. Oktober 1902 in Velká Lhota; † 2. September 1942 in Berlin) war ein tschechoslowakischer Soldat, Oberstleutnant des Generalstabs der Tschechoslowakischen Armee, und als führendes Mitglied der Widerstandsgruppe Obrana národa eine Persönlichkeit des tschechoslowakischen Widerstandes gegen den Nationalsozialismus.

## Leben
Nach dem Besuch des Gymnasiums und einer Wirtschaftsschule in Přerov rückte Tvrz 1922 in die Armee ein, besuchte militärische Kurse und diente bei der Kavallerie in der Karpatenukraine und in Olmütz, wo er bis 1933 blieb. Nach einem Aufenthalt in Košice besuchte er zwischen 1934 und 1936 die Vysoká škola válečná (Kriegshochschule) in Prag und diente danach im Stab der Kavallerie in Pardubice, ab August 1938 arbeitete er schließlich im Generalstab.
Nach der Besetzung des Landes durch die Wehrmacht und der Ausrufung des Protektorats Böhmen und Mähren im März 1939 blieb Zdeněk Tvrz bis zur völligen Auflösung der Armee vier Monate in Pardubice. Danach arbeitete Tvrz in einer leitenden Position in der landwirtschaftlichen Abteilung der Bezirksbehörde in Pardubice.
Gleichzeitig schloss er sich im Frühjahr 1939 der Widerstandsorganisation Obrana národa an, wobei er auch in der Widerstandsgruppe Petiční výbor Věrni zůstaneme (PVVZ) tätig war. Ab Juni/Juli 1939 arbeitete er in der Leitungsstruktur der Obrana národa im Stab für Böhmen-Ost. Er unterhielt Kontakte mit dem Nachrichtendienstoffizier der Landesleitung Böhmen, Hynek Němec. Wegen dieser illegalen Tätigkeit wurde Tvrz mit anderen Stabsoffizieren am 6. Februar 1940 durch die Gestapo in Pardubice verhaftet. Von hier wurde er nach Dresden, Leipzig, Gollnow bei Stettin und schließlich am 1. Dezember 1941 nach Berlin Alt-Moabit überführt. Am 17. Dezember 1941 fand mit allen Mitgliedern des Stabs für Böhmen-Ost vor dem Berliner Volksgerichtshof ein Prozess statt, außer mit Zdeněk Tvrz auch mit Josef Tacl, Josef Toušek, Karel Zadina und anderen. Am 18. Dezember 1941 wurden Tvrz und Tacl wegen Hochverrats zum Tode verurteilt und nach Berlin-Plötzensee überführt, wo sie am 2. September 1942 hingerichtet wurden.
Tvrz erhielt nach dem Krieg das Tschechoslowakische Kriegskreuz 1939 in memoriam.

## Auszeichnungen
- Tschechoslowakisches Kriegskreuz 1914–1918
- Tschechoslowakische Revolutionsmedaille
- Interalliierte Siegesmedaille (Tschechoslowakei) (Tschechoslowakische Siegesmedaille 1918)
- Ehrenlegion (Chevalier de la Légion d’Honneur)
- St.-Sava-Orden
- Orden der Krone von Rumänien
- Tschechoslowakisches Kriegskreuz 1939 in memoriam